# Syllitus insularis
Syllitus insularis là một loài bọ cánh cứng trong họ Cerambycidae.